# Skogstjärnen (Torrskogs socken, Dalsland)
Skogstjärnen är en sjö i Bengtsfors kommun i Dalsland och ingår i Göta älvs huvudavrinningsområde.